# Ophrys joannae
Ophrys joannae är en orkidéart som beskrevs av René Charles Maire. Ophrys joannae ingår i ofryssläktet, och familjen orkidéer. Inga underarter finns listade i Catalogue of Life.